# Cotopaxi
Il Cotopaxi è un vulcano delle Ande che si trova in Ecuador.
Situato a 50 km sud-est della capitale Quito e a 33 km a nord-est da Latacunga, con un'altitudine di 5.872 m s.l.m. è la seconda montagna più alta dell'Ecuador dopo il Chimborazo (6.310 m). 
Si tratta di uno stratovulcano e ha la forma di un cono perfetto di più di 3000 m di altezza misurati dalla sua base. Il cratere alla sommità misura circa 700 m di diametro e la base del cono è larga circa 23 km.

## Etimologia
Il suo nome significa "Collo della Luna" nella locale lingua quechua e la luna sembra in effetti posarsi sopra il cono del vulcano, dando l'impressione che il Cotopaxi sia il suo collo. Dal nome del vulcano deriva anche quello di una delle province dell'Ecuador, con capoluogo Latacunga, situata immediatamente a sud della provincia di Pichincha, dove si trova la capitale Quito.
Il vulcano è stato rappresentato nel 1855 e nel 1862 in dipinti di Frederic Edwin Church.

## Eruzioni
La prima grande eruzione nota è del 1534, quando un'eruzione sorprese i conquistadores spagnoli che erano in battaglia con gli indigeni locali per il possesso delle terre dell'attuale Ecuador. Lo storico spagnolo Agustín de Zárate menzionò anche un villaggio distrutto di nome Contiega  
dalla quantità di acqua e fango causati dal disgelo delle nevi del vulcano in eruzione.
A partire dal 1738 si contano più di 50 eruzioni del vulcano, che è circondato da numerose vallate costituite dalle possenti lahar ("colate di fango"). Le eruzioni costituiscono tuttora un rischio per la popolazione locale, i loro insediamenti e i loro campi; la città di Latacunga è stata distrutta almeno due volte nel corso della sua storia. Le maggiori eruzioni in tempi storici sono avvenute nel 1744, nel 1768 e in particolare nel 1877, quando flussi piroclastici scesero da tutti i lati del vulcano e con lahar che giunsero ad oltre 100 km di distanza, fino all'oceano Pacifico e alla parte occidentale del bacino del Rio delle Amazzoni. La grande eruzione del 1880 fu osservata dallo scalatore britannico Edward Whymper, che in quel momento stava scalando la cima del Chimborazo e ne descrisse gli effetti dal suo punto di vista, da oltre 100 km di distanza.
Un'altra notevole eruzione ebbe luogo tra il 1903 e il 1904, e ancora nei 2-3 anni successivi, quando il vulcano manifestò una colata piroclastica con espulsioni di cenere. Prima del 2015, l'attività più recente riguarda un aumento delle emissioni di vapore, che ha comportato il fondersi del manto nevoso in alcuni punti, e piccoli terremoti nel 1975 e nel 1976.
A partire da giugno del 2015 il vulcano è tornato a mostrare segni di attività, e dopo le iniziali emissioni di gas, nell'agosto dello stesso anno diverse eruzioni hanno espulso una grande quantità di materiale vulcanico sotto forma di cenere, facendo scattare lo stato di emergenza nel Paese e la conseguente evacuazione di diverse persone dalle zone limitrofe.

## Alpinismo
Il primo europeo che cercò di scalare la montagna fu Alexander von Humboldt nel 1802, tuttavia egli raggiunse solo una altezza di circa 4500 m. Nel 1858 Moritz Wagner studiò il Cotopaxi, ma anche lui non riuscì a raggiungere la vetta. Il 28 novembre 1872, il geologo tedesco Wilhelm Reiss ed il suo compagno colombiano Angelo Escobar finalmente raggiunsero la vetta, così come, nel 1873, farà Moritz Alphons Stübel, e nel 1880 Edward Whymper. Il pittore Rudolf Reschreiter, con Hans Meyer, raggiunse la cima nel 1903 e il Cotopaxi sarà raffigurato in molti dei suoi dipinti.